# Златко Целент
Златко Целент (20 липня 1952 — 25 лютого 1992) — югославський академічний веслувальник.
Бронзовий призер Олімпійських Ігор 1980 року в складі розпашної двійки зі стерновим, учасник 1976, 1984, 1988 років.